# Viscount Addison

Wappen der Viscounts Addison

Viscount Addison, of Stallingborough in the County of Lincoln, ist ein erblicher britischer Adelstitel in der Peerage of the United Kingdom.

## Verleihung
Der Titel wurde am 2. Juli 1945 für den Politiker Christopher Addison, 1. Baron Addison erschaffen. Dieser war vom Ersten bis über das Ende des Zweiten Weltkriegs hinaus immer wieder in verschiedenen Regierungsämtern tätig. So war er Munitions- und Gesundheitsminister, Lordsiegelbewahrer und Lord President of the Council. Bereits am 22. Mai 1937 war ihm der fortan nachgeordnete Titel Baron Addison, of Stallingborough in the County of Lincoln, verliehen worden.

## Liste der Viscounts Addison (1945)
- Christopher Addison, 1. Viscount Addison (1869–1951)
- Christopher Addison, 2. Viscount Addison (1904–1976)
- Michael Addison, 3. Viscount Addison (1914–1992)
- William Addison, 4. Viscount Addison (* 1945)

Titelerbe (Heir Apparent) ist der Sohn des aktuellen Titelinhabers, Hon. Paul Wand Addison (* 1973).